# Tiit Sokk

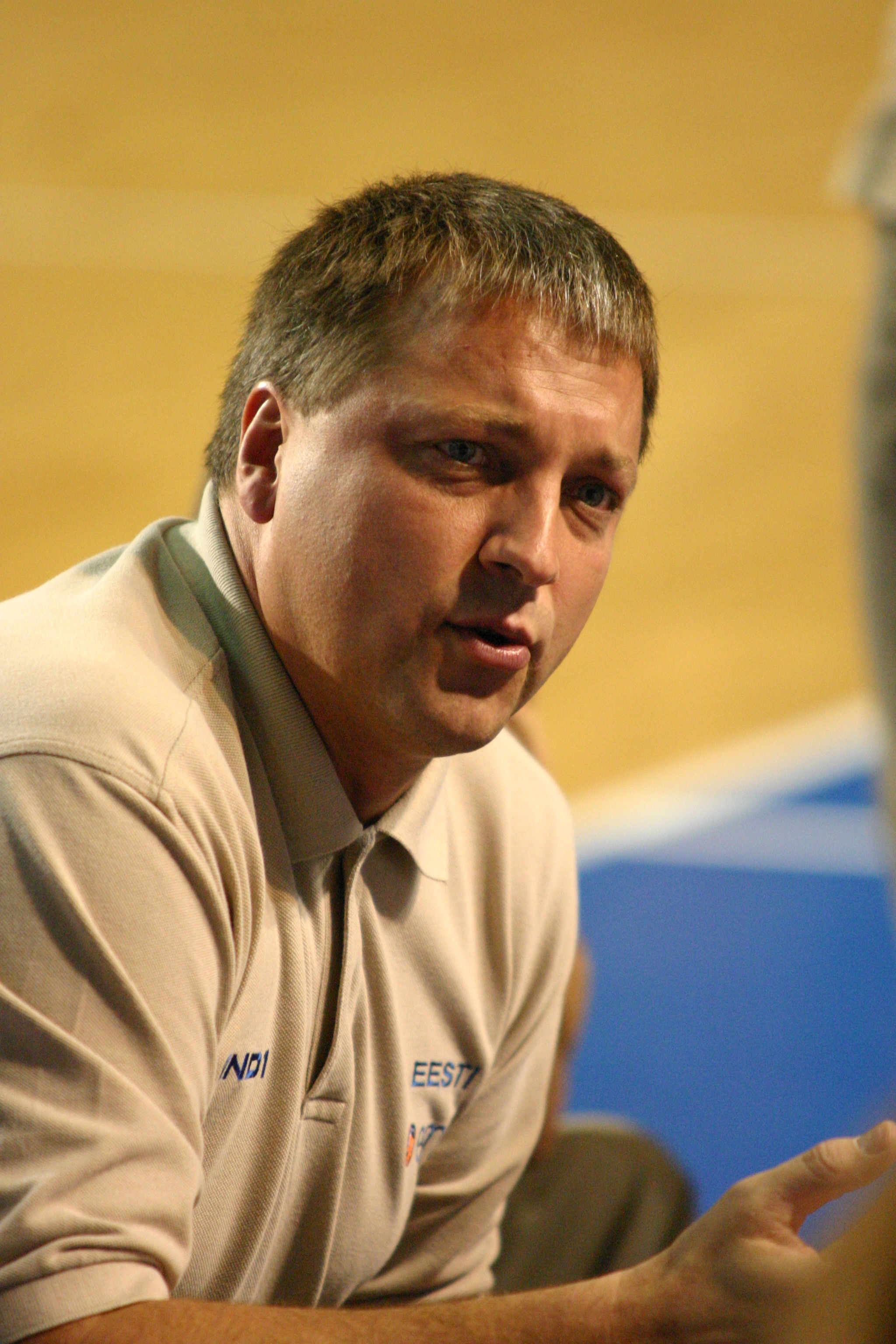
Tiit Sokk (Aufnahme von 2006)

Tiit Sokk (* 15. November 1964 in Tartu, Estnische SSR) ist ein ehemaliger estnischer Basketballspieler und derzeitiger -trainer. Er trat während der sowjetischen Besatzung Estlands mit dem Team der Sowjetunion an und war 1988 mit dieser Mannschaft Olympiasieger. Sokk verfügt auch über die griechische Staatsbürgerschaft.

## Sportliche Leistung
Tiit Sokk begann 1981 mit dem Leistungssport. Er wurde dabei gefördert durch seinen Vater, den Basketballspieler August Sokk. Er gewann bei den Olympischen Sommerspielen 1988 in Seoul mit der Basketballnationalmannschaft der UdSSR die Goldmedaille. Bei den Weltmeisterschaften 1986 und 1990 errang Sokk die Silbermedaille. Mit der Tallinner Mannschaft Kalev wurde er 1991 sowjetischer Meister. 1988 wurde er zum besten Sportler der Estnischen SSR gewählt.
Von 1992 bis 1996 spielte Sokk bei Panathinaikos Athen, 1996/97 bei Aris Thessaloniki. In Griechenland wurde er 1993 und 1996 Pokalsieger sowie 1993, 1995 und 1996 Vizemeister.
1997 gründete Sokk in der estnischen Hauptstadt seine eigene Basketball-Schule. Ein Jahr später wurde er Trainer des Vereins Dalkia/Nybit. Von 2004 bis 2007 sowie seit 2009 trainiert er die estnische Basketballnationalmannschaft.
Tiit Sokks Söhne Tanel und Sten-Timmu sind ebenfalls professionelle Basketballspieler.

## Auszeichnungen
- Estlands Sportler des Jahres 1991
- Orden des Estnischen Roten Kreuzes 2. Kategorie (2001)[2]

## Sonstiges
Während seiner Zeit bei Panathinaikos Athen erhielt Sokk, unter dem Namen „Tout Giannopoulos“, die griechische Staatsangehörigkeit.